# Riđoglava patka
Riđoglava patka (lat. Aythya valisineria) je velika sjevernoamerička patka ronilica. Duga je 48-56 cm, a ima raspon krila 79-79 cm. Teška je 862-1588 grama.
Odrasli mužjak ima crni kljun, kestenjasto crvenu glavu i vrat, crna prsa, sivkasta leđa i crnkasto-smeđi rep. Noge i stopala su plavkasto-sivi. Trbuh je bijel, a krila su sivkasta. Šarenica je svijetlocrvena u proljeće, a zimi je malo blijeđa. 
Ženka ima svjetlosmeđu glavu i vrat, a ta boja prema prsima pretvara se u tamnosmeđu. Leđa su sivkasto-smeđa. Kljun je crnkast, a noge su plavkasto-sive. U kosom profilu razlikuje se od drugih vrsta pataka.
Latinski naziv Aythya valisineria dobila je po biljci Vallisneria americana, čijim se pupoljcima i gomoljom hrani izvan sezone parenja.

## Vanjske poveznice
|  | Zajednički poslužitelj ima stranicu o temi Aythya valisineria    |
|  | Zajednički poslužitelj ima još gradiva o temi Aythya valisineria |
|  | Wikivrste imaju podatke o taksonu Aythya valisineria             |